# Ardoisier (cyclisme)
Pour les articles homonymes, voir Ardoisier (homonymie).

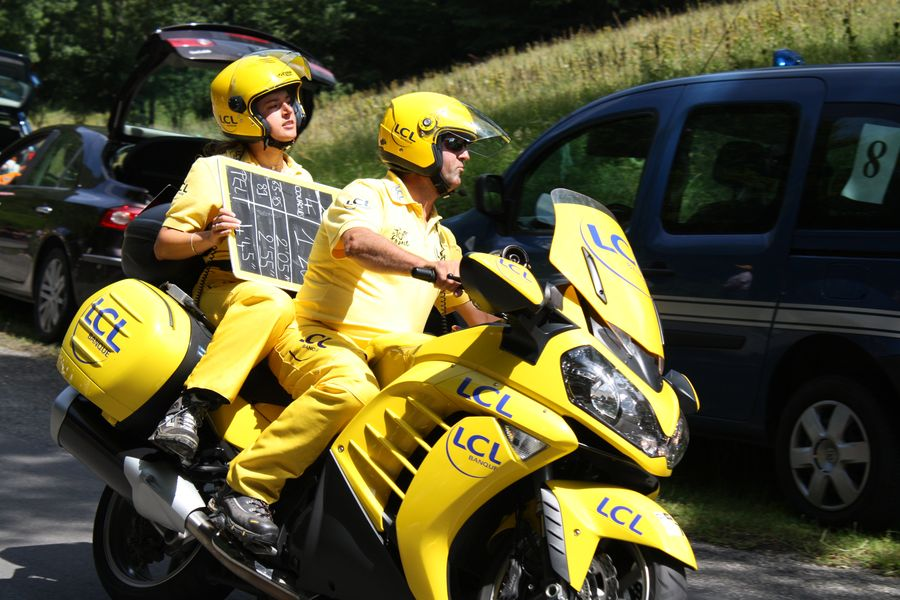
L'ardoisière du Tour de France 2011.

Dans une course cycliste, l'ardoisier est installé à l'arrière d'une moto. Sa mission consiste à indiquer aux coureurs le temps qui sépare le peloton des coureurs échappés. Il utilise pour cela une ardoise.